# Miquel Bleach i Burunat
Miquel Bleach Burunat (Sants, Barcelona, 1849 - Barcelona, 26 de juliol de 1900) fou un professor i pedagog català.
Fou professor a les escoles municipals de Barcelona al barri d'Hostafrancs. En honor seu l'any 1927 es donà el nom de Miquel Bleach a l'antic carrer Magòria i l'any 1936 es posà el seu nom a l'Escola Miquel Bleach.
Per les seves contribucions, rebé medalles a l'Exposició Aragonesa de 1885, l'Exposició Universal de Barcelona de 1888 i l'Exposició Universal de 1893 de Chicago. També fou membre de la Societat Econòmica Barcelonesa d'Amics del País i era Comendador de l'Ordre d'Isabel la Catòlica.
Assistí a l'Exposició Universal de París de 1889, i a la seva tornada va redactar una memòria sobre les característiques pedagògiques de l'ensenyament a França, que es podrien aplicar a l'ensenyament del país. L'obra va tenir una gran acollida i va ser publicada per l'Ajuntament de Barcelona.
Mor al carrer Consell de Cent núm. 18 a l'edat de 51 anys, viudo de Elvira Rovira. Era fill de Maurici Bleach i d'Engràcia Rovira.

## Obres
- Memoria sobre la enseñanza en la Exposición Universal de París celebrada en 1889. (1890) Publicada per l'Ajuntament de Barcelona
- Colección Universal de Animales Insectívoros (1892), pel qual rebé la medalla de plata de la Sociedad Barcelonesa de Amigos de la Instrucción
- A Pendrer Ayguas: monólech joco-seri que explica la historia, quasi sens amaniments, de un viatge d'estiu y que tant se sembla a molts d'altres (1899), descrit com a "un monólogo que puede ser representado en los teatritos de colegios privados y de sociedades católicas por no contener ni una palabra que ofenda á la moral cristiana y estar lleno de chistes que aleccionan á los que suelen dejar las comodidades del hogar doméstico para seguir la moda de veranear".[8]